# クラウディオ・イブライム・バス・レアル
ブランコ（ポルトガル語: Branco）ことクラウジオ・イブライム・ヴァス・レアル（ポルトガル語: Cláudio Ibraim Vaz Leal、1964年4月4日 - ）は、ブラジル出身の元同国代表サッカー選手、サッカー指導者。ポジションはディフェンダー。ロベルト・カルロスが歴代1位だと考えるサイドバックの選手として名前を挙げ、自身も大きな影響を受けたとする選手であった。

## クラブ経歴
クラブではブラジル国内だけでなく、セリエAのブレシア、 ジェノアや、ミドルズブラなど海外のクラブでもプレーした。1990-91シーズンから3シーズンプレーしたジェノアでは、1990年11月25日、サンプドリアとのジェノヴァダービーにおいて直接FKから決勝点を決め、チームが13年間もの間、勝利出来ないでいたサンプドリアからの勝利に貢献した。1991-92シーズンのUEFAカップでは、リヴァプールとの準々決勝第1戦で直接FKを決めるなど、準決勝まで進出した。
引退後はCBFでユース代表のテクニカルディレクターとして活躍し、若手の育成に注力していた。

## 代表経歴
ブラジル代表として1986年、ワールドカップメキシコ大会でレギュラーを務め、フランス戦では値千金のPKを獲得するが、ジーコが外し、PK戦の末敗北した。続く1990年のワールドカップイタリア大会では、決勝トーナメント1回戦のアルゼンチン戦において、アルゼンチンがブラジルの選手の体調が悪くなるようにと、スポーツドリンクの中に意図的に混入したものを飲んでしまい試合中に体調を崩し、チームは敗れた。1994年のワールドカップ・アメリア大会にも出場し、レオナルドにレギュラーの座を奪われるも、そのレオナルドがアメリカ戦でのラフプレーで決勝まで出場停止となると、準々決勝のオランダ戦ではFKで決勝ゴールをマーク、決勝のイタリア戦でもプレーし延長PK戦でのPKを成功させるなど、優勝に貢献した。ブラジル代表として72試合出場、コパ・アメリカに2度出場しいずれも優勝を果たした。

## 代表歴

### 出場大会
- ブラジル代表
- FIFAワールドカップ：1986、1990、1994
- コパ・アメリカ：1989、1991

### 試合数
- 国際Aマッチ 72試合 9得点（1985年-1995年）[8]

| ブラジル代表 | 国際Aマッチ | 国際Aマッチ |
| 年           | 出場        | 得点        |
| ------------ | ----------- | ----------- |
| 1985         | 5           | 0           |
| 1986         | 9           | 0           |
| 1987         | 0           | 0           |
| 1988         | 0           | 0           |
| 1989         | 17          | 1           |
| 1990         | 7           | 0           |
| 1991         | 9           | 3           |
| 1992         | 3           | 0           |
| 1993         | 14          | 3           |
| 1994         | 7           | 2           |
| 1995         | 1           | 0           |
| 通算         | 72          | 9           |